# 徳重徹
徳重 徹（とくしげ とおる、1970年1月23日 - ）は、日本の起業家、実業家、シリアルアントレプレナー。
Terra Motors株式会社、Terra Drone株式会社、Terra Charge株式会社を創業し、新産業領域のスタートアップによる「日本発・世界一」を目指している。早稲田大学WBSネクスト・リーダー・プログラムに連続登壇、リクルート主催の共創型リーダーシップ開発プログラム「Jammin’」においては、社会課題に挑む本気のスタートアップを率いて、グローバル市場で本気の勝負をする新規事業開発のプロフェッショナルとして連続公演するなど、次世代の人材育成にも幅広く関わっている。
Terra Drone株式会社代表取締役社長。Terra Charge株式会社代表取締役社長。

## 経歴
山口県出身。九州大学工学部を卒業後、住友海上火災保険（現・三井住友海上火災保険）に入社し商品企画・営業企画を担当。1999年に退職し、シリコンバレーで日本のベンチャー企業の起業や海外進出を支援するコンサルタントとして5年間活動 。2000年に米サンダーバード国際経営大学院で経営学修士号（MBA）を取得し、米国でベンチャー企業の支援会社を立ち上げる。
帰国後、2010年にTerra Motors株式会社を設立。電動バイク、電動三輪事業の開発・販売を手掛け、アジアを中心にEVの普及を推進。
2016年にTerra Drone株式会社を設立し、ドローンを活用した測量やインフラ点検・運航管理事業を展開。2019年には、Terra Droneを20を超える子会社を持つグローバル企業に成長させ、2024年11月29日に東京証券取引所グロース市場に上場。「ドローンサービス企業 世界ランキング2024」において、産業用ドローンサービス企業として世界一位を獲得。有望なスタートアップ企業として関心を集めている。
2022年には、EV充電インフラを手掛けるTerra Charge株式会社を立ち上げ、国内外のEV充電インフラ拡充に取り組んでいる。

## 人物
日本の大企業がバブル崩壊後に自信を失い、失敗を恐れて挑戦しなくなったことに危機感を抱き、「世界市場で勝てる、日本発のメガベンチャーを創る」という強い意志を持ち、創業初期から海外展開に力を入れている。
起業当初からスティーブ・ジョブズや孫正義、柳井正と並びメディアの注目を集めながらも、クレイジーに突き進む大切さを説いており、複数の事業創出に取り組んできた。数々の修羅場を経験し、日本発のグローバルメガベンチャー創出を目指しており、起業家としての経験を活かし、早稲田大学WBSネクスト・リーダー・プログラムに連続登壇するなど次世代の人材育成にも幅広く関わっている。
経営スタイルは、新事業開発のための「T字戦法」と呼ばれる大胆な決断と実行力、そして徹底的な現場主義に特徴づけられる。

### 愛読書
- 司馬遼太郎著『坂の上の雲』
- 出町譲著『九転十起　事業の鬼・浅野総一郎』
- 伊丹敬之著『高度成長を引きずり出した男 サラリーマン社長・西山彌太郎の夢と決断』
- 古森重隆著『魂の経営』

など。

## 書籍
- 『世界へ挑め!』（著者:徳重徹）（2025年6月3日、フォレスト出版）
- 『世界で勝て! 日本人よ「スーパーベンチャー起業」で本物の復活を目指せ』（著者:徳重徹）（2013年6月26日、ヒカルランド）
- 『「メイド・バイ・ジャパン」逆襲の戦略 四畳半から世界を狙う！』（著者:山口雅之）（2013年9月20日、PHP研究所）
- 『常識を逸脱せよ。　日本発「グローバルメガベンチャー」へ　テラドローン・徳重徹の流儀』（著者:徳重徹）（2013年9月20日、プレジデント社）